# 長良川河口堰

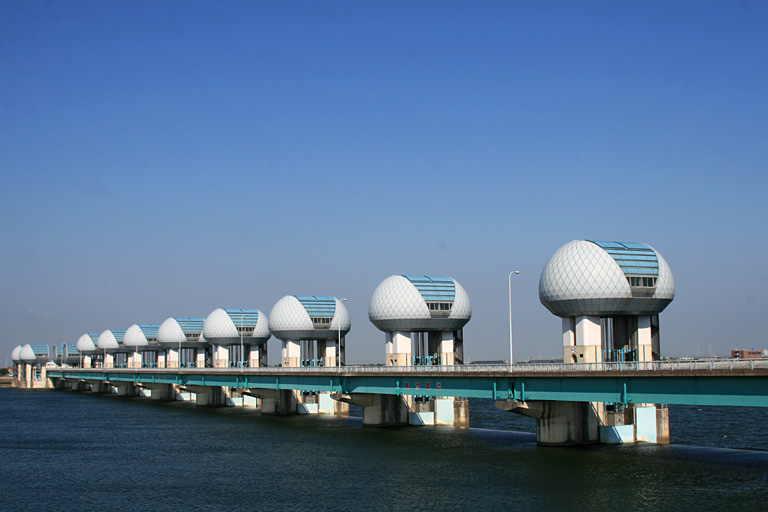
右岸溢流堤より望む（左が上流側）

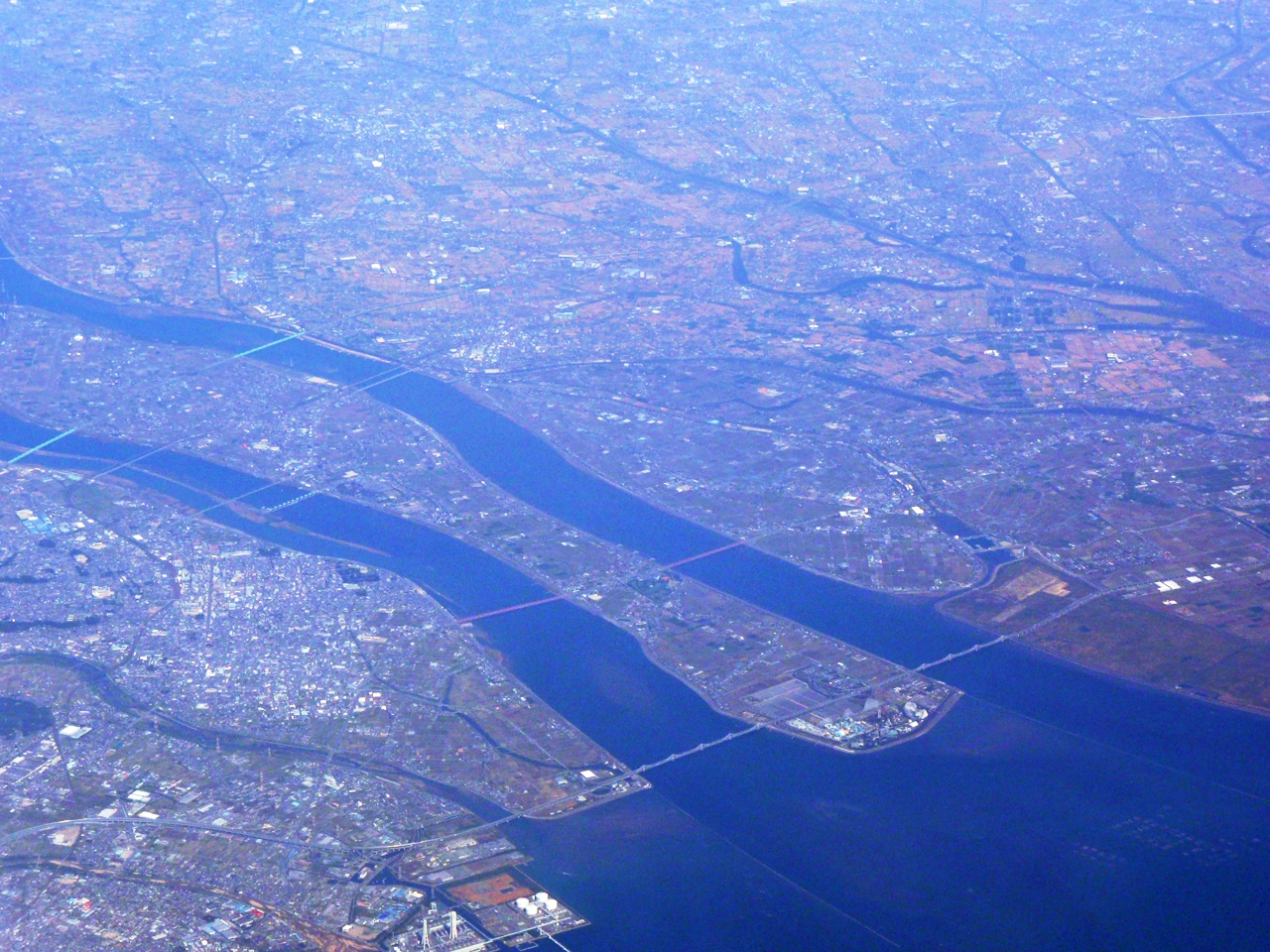
画像手前の揖斐川・長良川合流部に位置する長良川河口堰と奥は木曽川河口空撮

長良川河口堰（ながらがわかこうぜき）は、三重県の長良川の河口部（河口から5.4km上流）に治水と利水を目的に作られた堰（河口堰）。1988年着工、1995年完成。
長良川に初めて造られた堰であり、この河口堰ができるまでは、長良川は本州で唯一の本流に堰がない大きな河川であった。

## 概要
元は工業用水を溜めるために計画されたが、計画が30年以上紆余曲折するうちに重工業がさして水を必要としなくなったため、洪水防止に名目を変更して建設が進められた。
その建設に当たり、利水や治水の観点から建設を望む声がある一方、長良川の生態系や漁業などへの悪影響などが懸念され、漁協や自然保護団体、日本全国のカヌーイストらなどによって激しい反対運動が起き、建設の是非をめぐる論争が発生した。この論争は、単なる「開発」か「環境」かという論点をこえて、誰がこの問題の「当事者」たりうるのかという、税金を使う公共事業のあり方、河川管理や産業振興、環境保護のあり方についての論点を提起することにもなった。

## 諸元
- 目的：治水（塩水の遡上を防止することにより、長良川の浚渫を可能にし洪水を安全に流下させる）、水道用水、工業用水
- 形式：可動堰
- 堤頂長：661m
- 堰高：8.2m
- 建設費：約1,500億円
- 事業者：水資源機構ダム事業部
- 本体施工業者：大成建設・鹿島建設・五洋建設共同企業体
- 着工 / 竣工：1968年（昭和43年） / 1994年（平成6年）
- 所在地：三重県桑名市長島町

## 沿革
- 1965年（昭和40年）木曽川水系工事実施基本計画が施行。
- 1968年（昭和43年）10月 - 建設基本計画が閣議で決まる（事業化）。
- 1976年（昭和51年）
  - 9月 - 安八町で本堤防決壊（台風17号・9.12水害）。
  - 10月 - 海津町、平田町が岐阜県知事に浚渫を陳情。
- 1978年（昭和53年）- 上松陽助岐阜県知事が着工に同意。
- 1988年（昭和63年）3月 - 堰本体工事着工。
- 1994年（平成6年） - 堰竣工。
- 1995年（平成7年）7月 - 本格運用開始。
- 1997年（平成9年）7月 - 堰上流のマウンド浚渫終了。
- 1998年（平成10年）4月 - 知多半島への送水開始。